# メズドラ
メズドラ（Mezdra (ブルガリア語: Мездра [ˈmɛzdrɐ])）は、ブルガリア北西部の町、およびそれを中心とした基礎自治体。ヴラツァ州に属する。イスカル川（Искър / Iskar）左岸にあり、バルカン山脈の中でイスカル川の流れる渓谷の北に位置している。
この地域には先史時代から人の居住があったものの、メズドラは1881年の国勢調査では人口86人の村であり、その後も人口は低下、1888年には76人となった。1893年にソフィアとロマンを結ぶ鉄道の建設が始まるまで人口減少は続いた。鉄道建設によって多くの労働者が各地から集まり、インフラストラクチャーが整備された。1897年2月20日に鉄道が開通すると、村は鉄道の交点となり、村の人口は増加に転じた。1900年には人口は311人、1920年には1015人となった。
メズドラは1950年8月31日に公式に町となるまでは村であったが、それ以前から西ヨーロッパで学んだ建築家による建物が建造され、町としての様相を帯びていた
今日、メズドラは人口およそ1万3千人の町であり、ソフィアからブルガリア北部・西部を結ぶ鉄道の交点となっている。ブルガリアの首都と、同国第3の都市にして黒海に面する主要港であるヴァルナを結ぶ路線もここを経由している。町の産業には石材加工、れんが生産、ビール生産などがある。

## 町村
メズドラ基礎自治体（Община Мездра）には、その中心であるメズドラをはじめ、以下の町村（集落）が存在している。
- Bodenets
- Brusen
- Darmantsi
- Dolna Kremena
- Eliseyna
- Gorna Beshovitsa
- Gorna Kremena
- Ignatitsa
- Kalen
- Krapets
- Kreta
- Lik
- Lyutibrod
- Lyutidol
- Moravitsa
- Oselna
- Oslen Krivodol
- Ochindol
- Rebarkovo
- Ruska Bela
- Staro Selo
- Tipchenitsa
- Tsakonitsa
- Tsarevets
- Varbeshnitsa
- Zlidol
- Zverino

## 友好都市
- マンモラ、イタリア

## ギャラリー

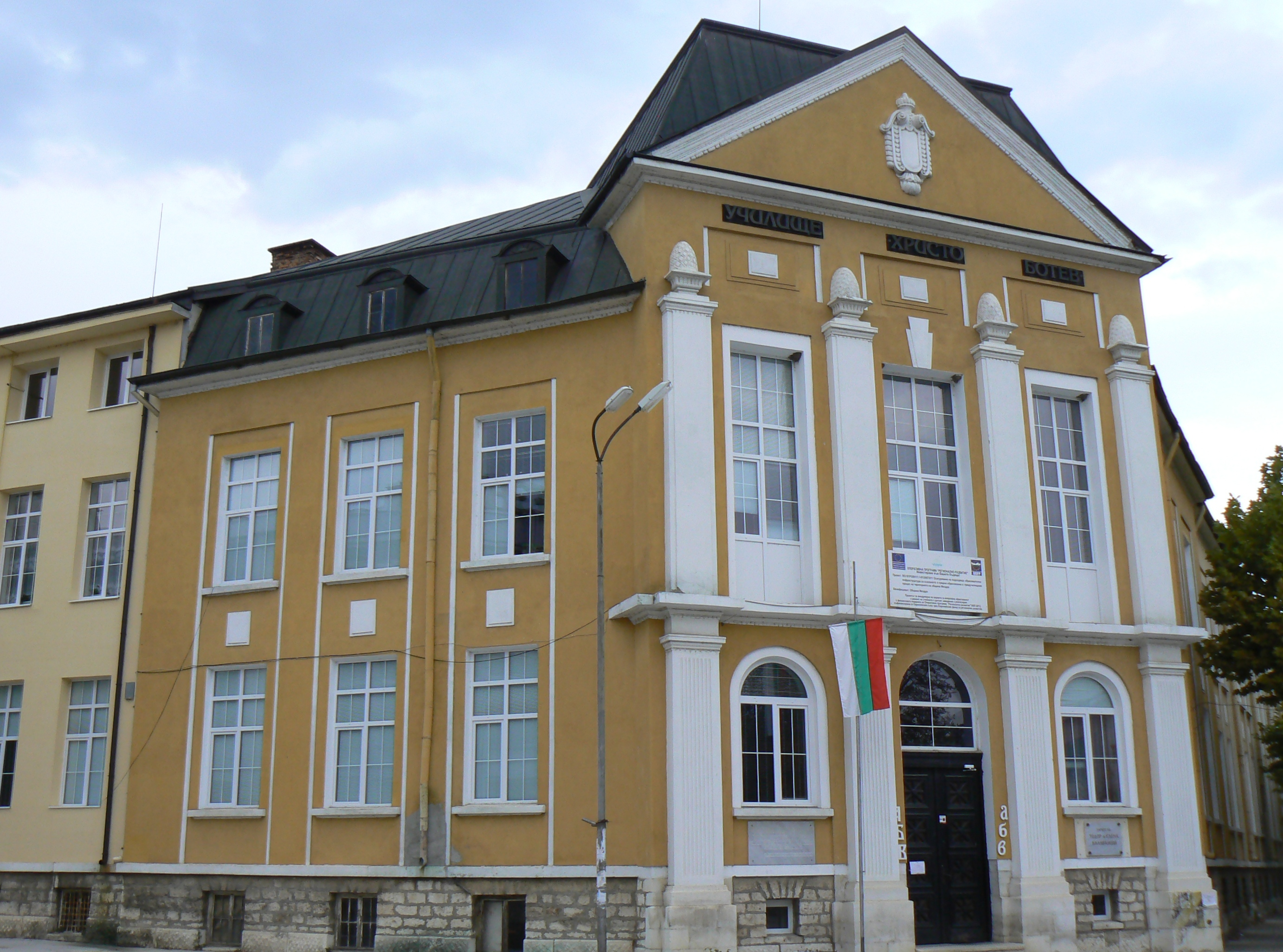
クリスト・ボテフ学校
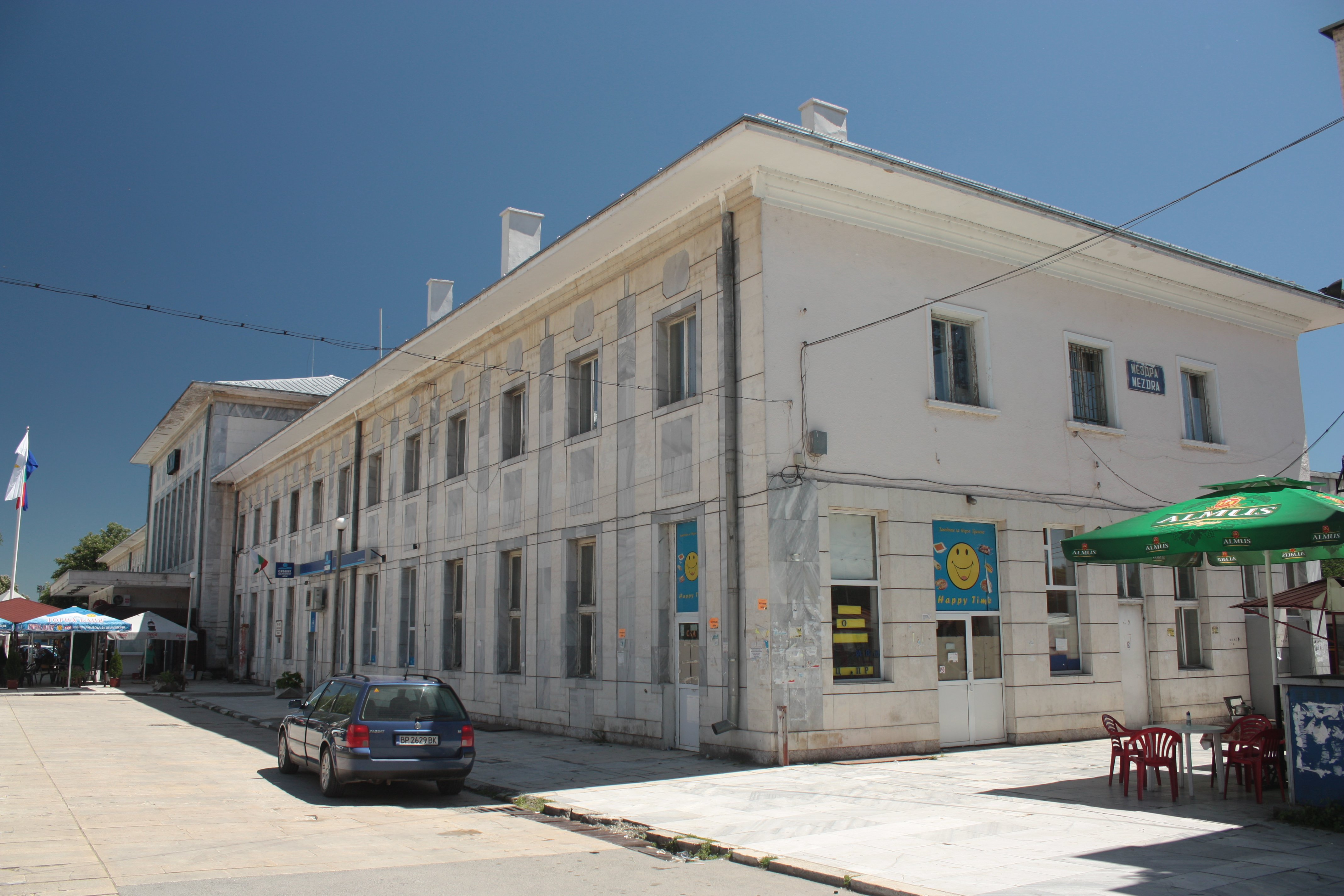
鉄道駅
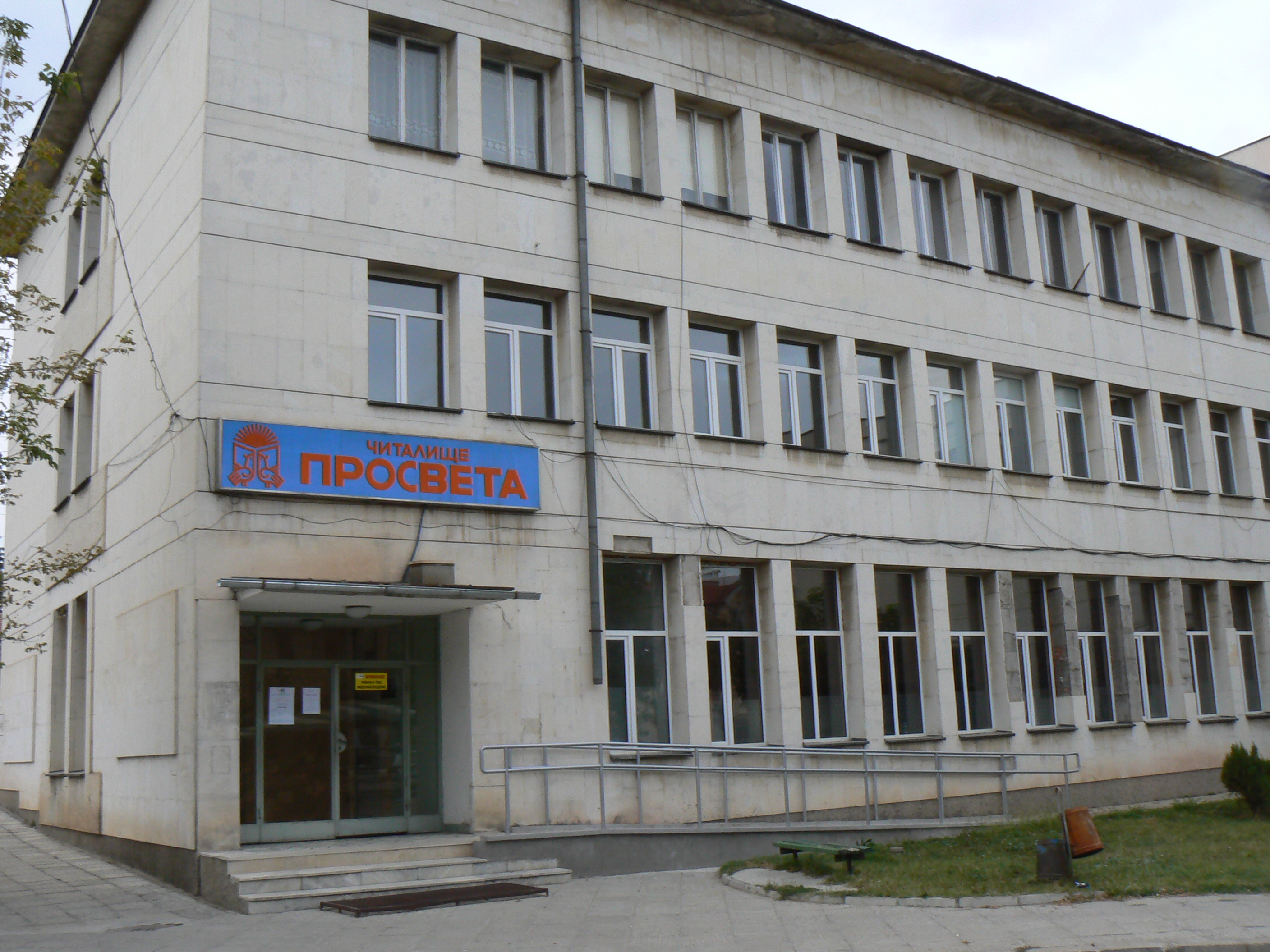
文化センター
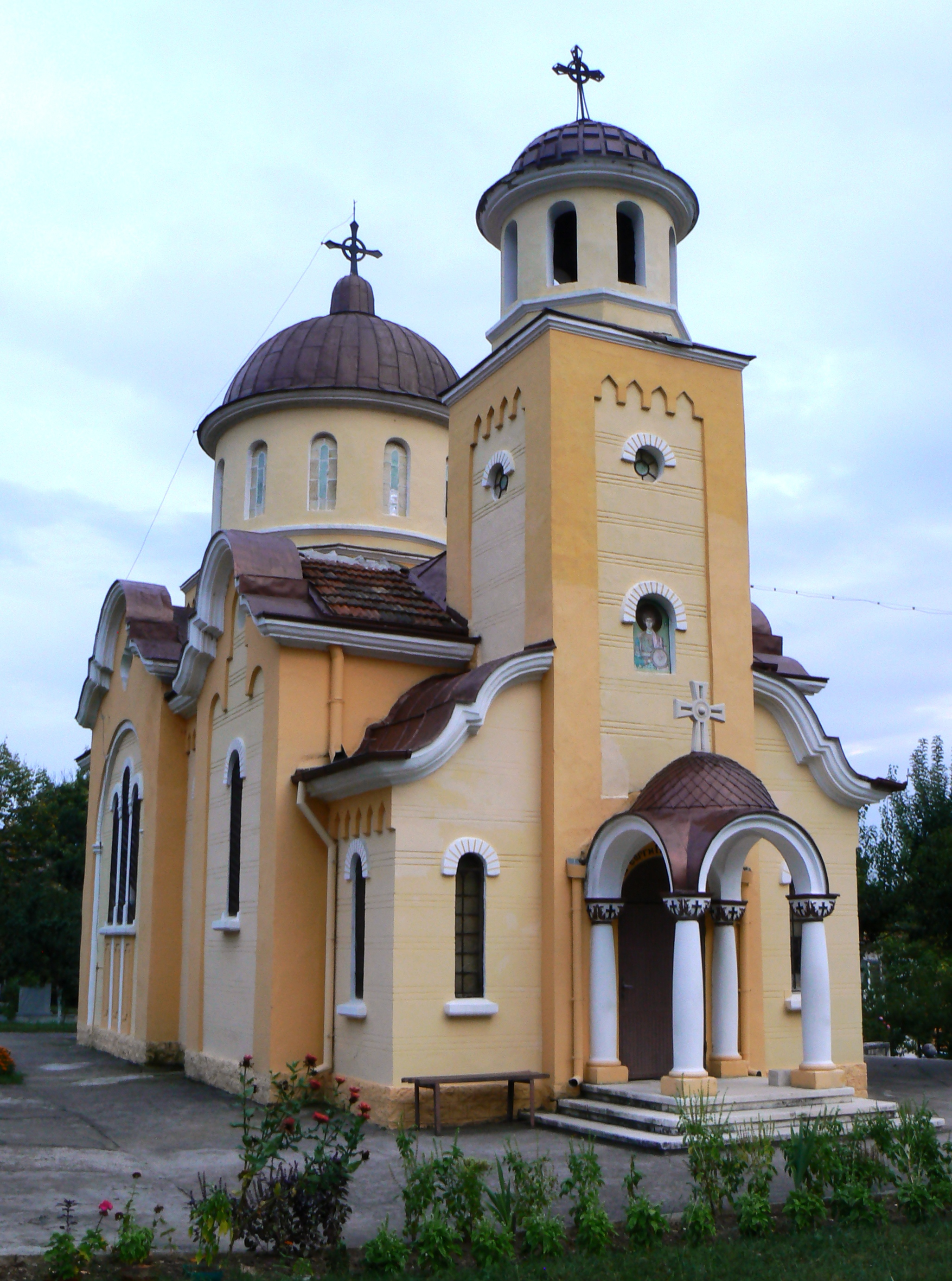
教会